# Belung
Belung is een bestuurslaag in het regentschap Malang van de provincie Oost-Java, Indonesië. Belung telt 6574 inwoners (volkstelling 2010).